# FSV Gütersloh 2009
Der FSV Gütersloh 2009 (vollständiger Name Frauensportverein Gütersloh 2009 e. V.) ist ein Frauenfußballverein aus Gütersloh. Der Verein entstand aus der Abteilung Frauen- und Mädchenfußballs des FC Gütersloh 2000. Die erste Mannschaft übernahm ab der Saison 2009/10 den Platz in der 2. Bundesliga Nord und spielte in der Saison 2012/13 in der Bundesliga. 
In der Saison 2025/26 tritt die erste Mannschaft in der drittklassigen Regionalliga West an. Die B-Juniorinnen wurden im Jahre 2002 deutscher Meister und holten danach noch dreimal den Vizemeistertitel. Heimspielstätte ist die Tönnies-Arena in Rheda-Wiedenbrück, während das Ohlendorf Stadion im Heidewald als Ausweichspielstätte dient. Der FSV Gütersloh 2009 ist Veranstalter des Gütersloher Hallenmasters, dem größten deutschen Hallenturniers für B-Juniorinnen.

## Geschichte

### FC Gütersloh/FC Gütersloh 2000
Im Jahre 1984 gründete der damalige FC Gütersloh eine Abteilung für Frauenfußball. Diese wurde in der Saison 2000/01 Meister der Verbandsliga Westfalen und stieg in die damals zweitklassige Regionalliga West auf. Nach einem siebten Platz in der ersten Saison wurde die Mannschaft in der Saison 2002/03 mit zwei Punkten Vorsprung auf die SpVgg Oberaußem-Fortuna Meister und erreichte die Aufstiegsrunde zur Bundesliga. Dort belegten die Gütersloherinnen allerdings den letzten Platz. Als Dritter der folgenden Saison 2003/04 qualifizierte sich der Verein für die neu eingeführte 2. Bundesliga und wurde der Nordstaffel zugeordnet.
Nach einem sechsten Platz in der Auftaktsaison 2004/05 wurden die Gütersloherinnen in der folgenden Saison 2005/06 Vizemeister hinter dem VfL Wolfsburg. Auch in den folgenden Jahren hielt sich die Mannschaft in der Spitzengruppe der Liga. Am letzten Spieltag der Saison 2007/08 führte die Mannschaft bis fünf Minuten vor Abpfiff mit 1:0 gegen die zweite Mannschaft des 1. FFC Turbine Potsdam. Doch die Brandenburgerinnen konnten ausgleichen, wodurch Güterslohs Lokalrivale Herforder SV in die Bundesliga aufstieg. Im DFB-Pokal erreichte die Mannschaft erstmals das Viertelfinale, schied dort allerdings im Elfmeterschießen gegen den TuS Köln rrh. aus. In der Saison 2007/08 belegten die Gütersloherinnen den dritten Platz mit zwei Punkten Rückstand auf den Meister Herforder SV.

### FSV Gütersloh 2009

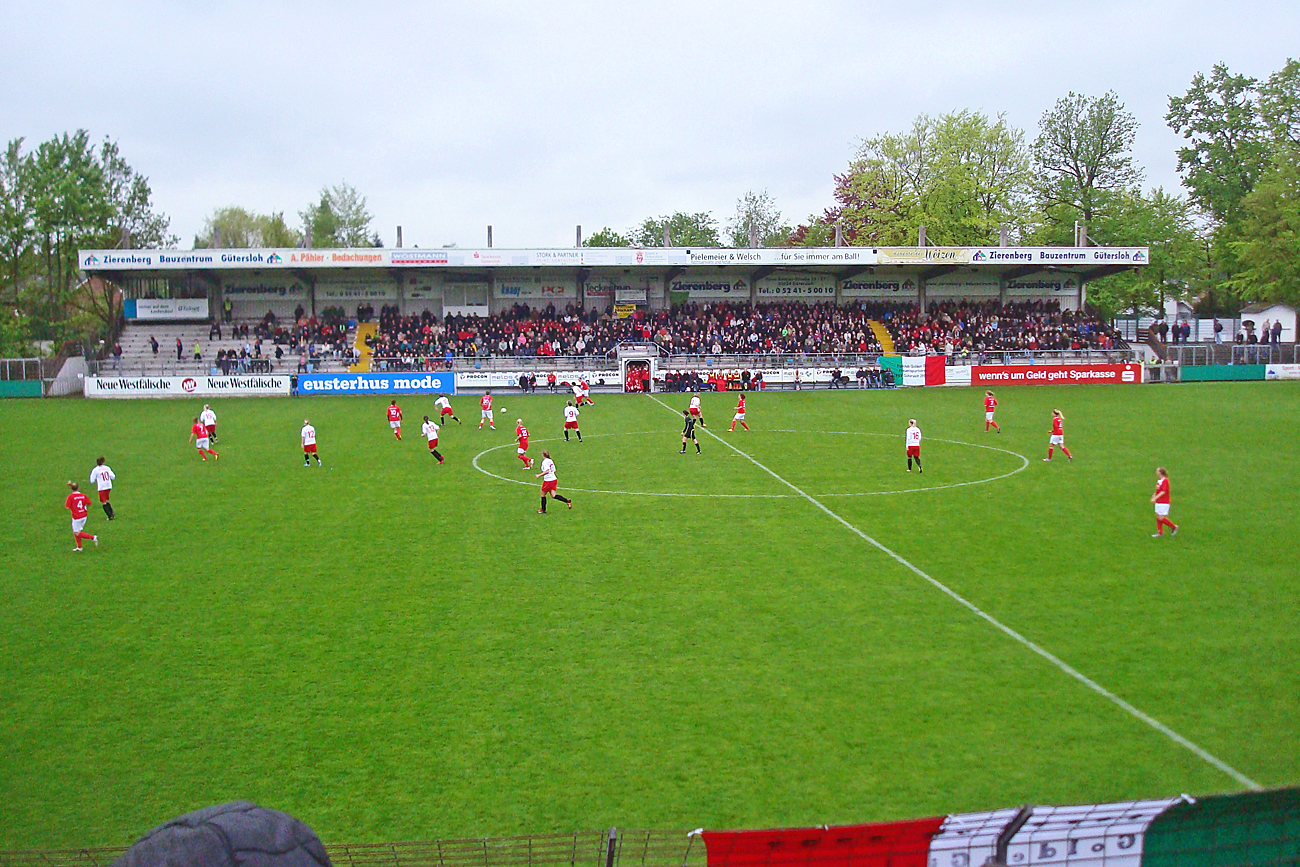
Das Heimspiel des FSV gegen den Mellendorfer TV im Heidewaldstadion vor der Zweitliga-Rekordkulisse von 1502 Zuschauern

Um sich besser vermarkten zu können und wegen der schwierigen finanziellen Situation des Gesamtvereins, beschloss die Abteilung im Frühjahr 2009, sich vom Hauptverein zu trennen und einen eigenen Verein zu gründen. Auf der Jahreshauptversammlung des FC Gütersloh 2000 stimmten die Mitglieder mit großer Mehrheit für die Abspaltung. Durch die Zustimmung des Hauptvereins konnte der neue Verein in den bisherigen Spielklassen weiterspielen. Zunächst rutschte die Mannschaft in den ersten beiden Spielzeiten unter dem neuen Namen in die untere Tabellenhälfte ab. In der Zweitliga-Saison 2011/12 gelang dem FSV als Vizemeister Aufstieg in die Bundesliga. Dabei profitierten die Gütersloherinnen davon, dass der Meister, die zweite Mannschaft des 1. FFC Turbine Potsdam, nicht aufsteigen durfte. Das letzte Heimspiel der Saison am 6. Mai 2012, das der FSV gegen den Tabellenletzten Mellendorfer TV mit 15:0 gewann, sahen 1.502 Zuschauer. Dies war die bis dahin höchste Zuschauerzahl bei einem Frauenfußball-Zweitligaspiel.
Trotz eines überraschenden 1:1 beim 1. FFC Frankfurt erwies sich die Bundesliga als zu stark für die von Markus Graskamp trainierten Gütersloherinnen, die als Tabellenletzter der Bundesligasaison 2012/13 prompt wieder den Gang in die 2. Bundesliga antreten mussten. Beim späteren Meister VfL Wolfsburg unterlag der FSV zum Saisonauftakt gar mit 0:10. Die beiden einzige Saisonsiege wurden auf eigenem Platz erzielt. Der FCR 2001 Duisburg wurde mit 3:2 und der VfL Sindelfingen mit 4:0 besiegt. Mit einem Zuschauerschnitt von 676 belegte der Verein Platz sechs in der Zuschauertabelle. In der Saison 2014/15 erreichten die Gütersloherinnen das Viertelfinale, wo die Mannschaft auf kuriose Art und Weise beim SC Freiburg ausschied. Gütersloh führte zur Halbzeit mit 3:0, ehe die Freiburgerinnen in der zweiten Hälfte ausgleichen konnten und in der Verlängerung mit 7:3 gewannen.
In der Saison 2017/18 gelang die Qualifikation für die nunmehr eingleisige 2. Bundesliga, obwohl diese lange fraglich war. Erst als im März 2018 Trainer Markus Graskamp zurückkehrte, kam die Qualifikation in Reichweite. Am letzten Spieltag gewannen die Gütersloherinnen mit 4:0 gegen den bereits als Absteiger feststehenden Herforder SV und profitierten von der gleichzeitigen Niederlage vom direkten Konkurrenten Arminia Bielefeld bei VfL Wolfsburg II. Am Ende gab die bessere Tordifferenz gegenüber der zweiten Mannschaft des FF USV Jena den Ausschlag für den FSV. Erneut bis zum letzten Spieltag mussten die Gütersloherinnen in der Saison 2018/19 zittern, ehe ein 3:2-Sieg über den 1. FC Köln den Klassenerhalt brachte. Wegen der COVID-19-Pandemie wurde die Saison 2019/20 abgebrochen und die Liga in der folgenden Spielzeit 2020/21 wieder für ein Jahr geteilt. Zunächst sorgte die Mannschaft im DFB-Pokal durch ihren Zweitrundensieg über den Bundesligisten SGS Essen für Furore.
Die von Steffen Enge trainierte Mannschaft führte lange Zeit die Tabelle an, ehe der Verein Anfang Mai 2021 verkündete, aus finanziellen Gründen auf einen Lizenzantrag für die Bundesliga zu verzichten. Prompt gingen die nächsten zwei Spiele verloren und die Mannschaft wurde hinter dem FC Carl Zeiss Jena Vizemeister. In der Saison 2022/23 konnte der FSV Gütersloh einen neuen Zuschauerrekord verzeichnen, als er am 11. September 2022 in einer Zweitrundenpartie des DFB-Pokals den amtierenden Deutschen Meister und Pokalsieger VfL Wolfsburg in der Tönnies-Arena empfing. 2039 Zuschauer verfolgten den 8:2-Sieg der „Wölfinnen“. In der 2. Liga spielte die Mannschaft wieder um den Aufstieg mit. Am letzten Spieltag reichte der 2:0-Sieg gegen die zweite Mannschaft von Eintracht Frankfurt nicht, da der direkte Konkurrent 1. FC Nürnberg gleichzeitig gewann und aufstieg.  
Seit April 2024 verhandelte der FSV Gütersloh 2009 mit dem FC Gütersloh über eine Verschmelzung zur Saison 2025/26. Im Januar 2025 gaben die Vereine bekannt, dass die Verschmelzung zur Saison 2025/26 nicht weiterverfolgt wird, da der FSV über ein negatives Eigenkapital in Höhe von 40.000 Euro verfügt.
Am Ende der Saison mussten die Gütersloherinnen als Tabellenletzter erstmalig in die drittklassige Regionalliga absteigen.

## Erfolge
- Aufstieg in die Bundesliga: 2012
- Meister der Westfalenliga: 2022
- Deutscher Vizemeister der B-Juniorinnen: 2005, 2013
- Westfalenpokalsieger der B-Juniorinnen: 2011, 2012, 2013, 2014, 2016
- Gewinn des Gütersloher Hallenmasters (inoffizielle deutsche Hallenmeisterschaft der B-Juniorinnen): 2016

## Stadion

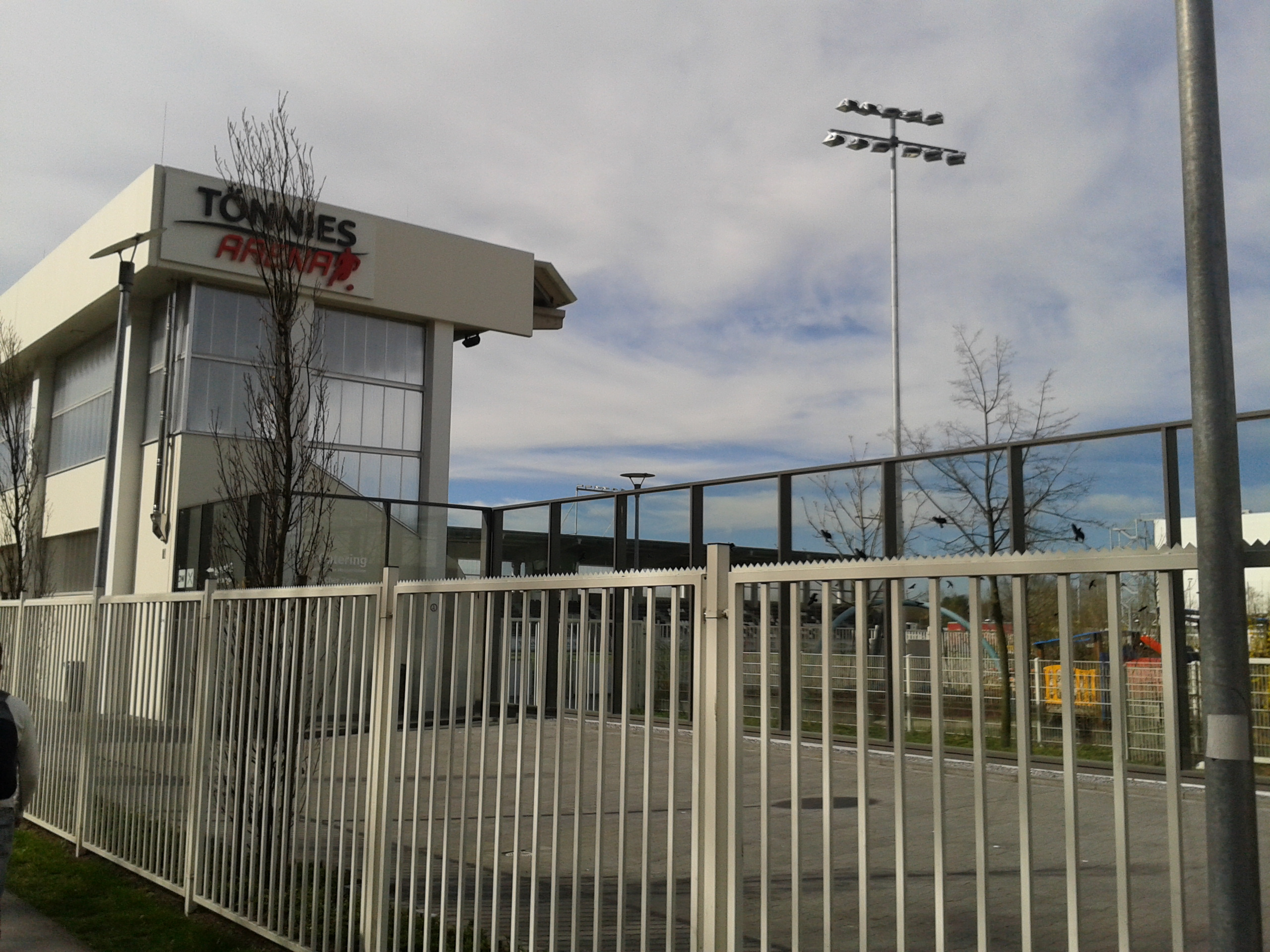
Die Tönnies-Arena

Der FSV Gütersloh 2009 trägt seine Heimspiele seit 2012 in der Tönnies-Arena auf dem Werksgelände des Tönnies Fleischwerks in Rheda-Wiedenbrück aus. Das Stadion bietet Platz für 4252 Zuschauer, wovon 3252 Sitzplätze sind. Für die Austragung der Bundesligaspiele in der Saison 2012/13 wurde eine Sondergenehmigung des DFB benötigt, weil in dem Stadion ein Kunstrasen ausliegt. Bis auf Bayer 04 Leverkusen und dem FF USV Jena stimmten alle Bundesligisten dem Spielort für die Saison 2012/13 zu. Der Zuschauerrekord in der Tönnies-Arena wurde am 11. September 2022 aufgestellt, als 2039 Zuschauer das Pokalspiel gegen den VfL Wolfsburg sahen.
Zuvor nutzte der Verein das Heidewaldstadion in Gütersloh, welches Platz für 12.500 Zuschauer bietet. Aufgrund von Brandschutzbestimmungen ist die Kapazität jedoch auf 8400 Zuschauer begrenzt. Der Zuschauerrekord im Heidewaldstadion datiert vom 6. Mai 2012, als 1502 Zuschauer das Zweitligaspiel gegen den Mellendorfer TV sahen.

## Personalien

### Kader Saison 2024/25
Stand: 9. Februar 2025
| 01 | Sarah Rolle      | Deutschland |
| 12 | Janne Krumme     | Deutschland |
| 33 | Linna Hermsmeier | Deutschland |
| 39 | Leah Blome       | Deutschland |

| 05 | Leandra Kammermann | Deutschland |
| 07 | Melanie Schuster   | Deutschland |
| 15 | Lea Bultmann       | Deutschland |
| 23 | Maren Tellenbröker | Deutschland |
| 24 | Lilly Stojan       | Deutschland |
| 28 | Olivia Zitzer      | Deutschland |
| 29 | Nele Schmidt       | Deutschland |
| 42 | Chiara Tappe       | Deutschland |

| 03 | Emma Bendix        | Deutschland |
| 06 | Demi Pagel         | Deutschland |
| 11 | Hanna Krohne       | Deutschland |
| 13 | Merle Hokamp       | Deutschland |
| 14 | Lea Bartling       | Deutschland |
| 16 | Julia Gärtner      | Deutschland |
| 18 | Hannah Leßner      | Deutschland |
| 19 | Ronja Leubner      | Deutschland |
| 20 | Charlotte Weinhold | Deutschland |
| 25 | Linda Preuß        | Deutschland |
| 27 | Paula Weber        | Deutschland |
| 31 | Finja Kappmeier    | Deutschland |

| 08 | Lucy Wisniewsk    | Deutschland        |
| 09 | Celina Baum       | Deutschland        |
| 10 | Gizem Kılıç       | Deutschland Turkei |
| 17 | Shpresa Aradini   | Deutschland Kosovo |
| 18 | Paulina Berning   | Deutschland        |
| 21 | Katharina Rädeker | Deutschland        |
| 22 | Marie Schröder    | Deutschland        |

### Trainer und Funktionäre Saison 2024/25
| Funktion             | Name             | Funktion              | Name                     |
| -------------------- | ---------------- | --------------------- | ------------------------ |
| Cheftrainer          | Daniel Fröhlich  | Sportdirektor         | Mark Oliver Stricker     |
| Co-Trainer           | Rainer Borgmeier | Sportlicher Leiter    | Markus Graskamp          |
| Torhüterinnentrainer | Melvin Wulff     | Strategischer Berater | Chris Punnakkattu Daniel |
| Athletiktrainerin    | Katrin Lückel    | Geschäftsführer       | Michael Horstkötter      |

### Kader der Bundesligasaison 2012/13
Die Zahlen in Klammern beziehen sich auf die Einsätze und Tore in der Saison 2012/13.
| Anja Berger    | 0(3/0) |
| Laura Giuliani | 0(6/0) |
| Tessa Rinkes   | (13/0) |

| Leonie Bentkämper  | 0(6/0) |
| Franziska Bröckl   | (13/0) |
| Nina Claassen      | (17/2) |
| Rebecca Granz      | (14/2) |
| Pia Lange          | 0(1/0) |
| Katrin Lückel      | (12/0) |
| Lena Lückel        | (14/0) |
| Katharina Paul     | 0(1/0) |
| Mirte Roelvink     | (18/0) |
| Birgitta Schmücker | (22/1) |

| Anja Barwinsky    | (16/1) |
| Anne van Bonn     | (21/3) |
| Kristina Börner   | (10/1) |
| Jacqueline Dünker | (12/0) |
| Marion Gröbner    | 0(9/2) |
| Angelika Gulba    | (11/0) |
| Marina Hermes     | (22/0) |
| Nina Philipp      | 0(5/0) |

| Shpresa Aradini   | (12/0) |
| Lara Keller       | (10/0) |
| Marie Pollmann    | (21/2) |
| Maren Wallenhorst | (18/5) |

### Ehemalige Spielerinnen

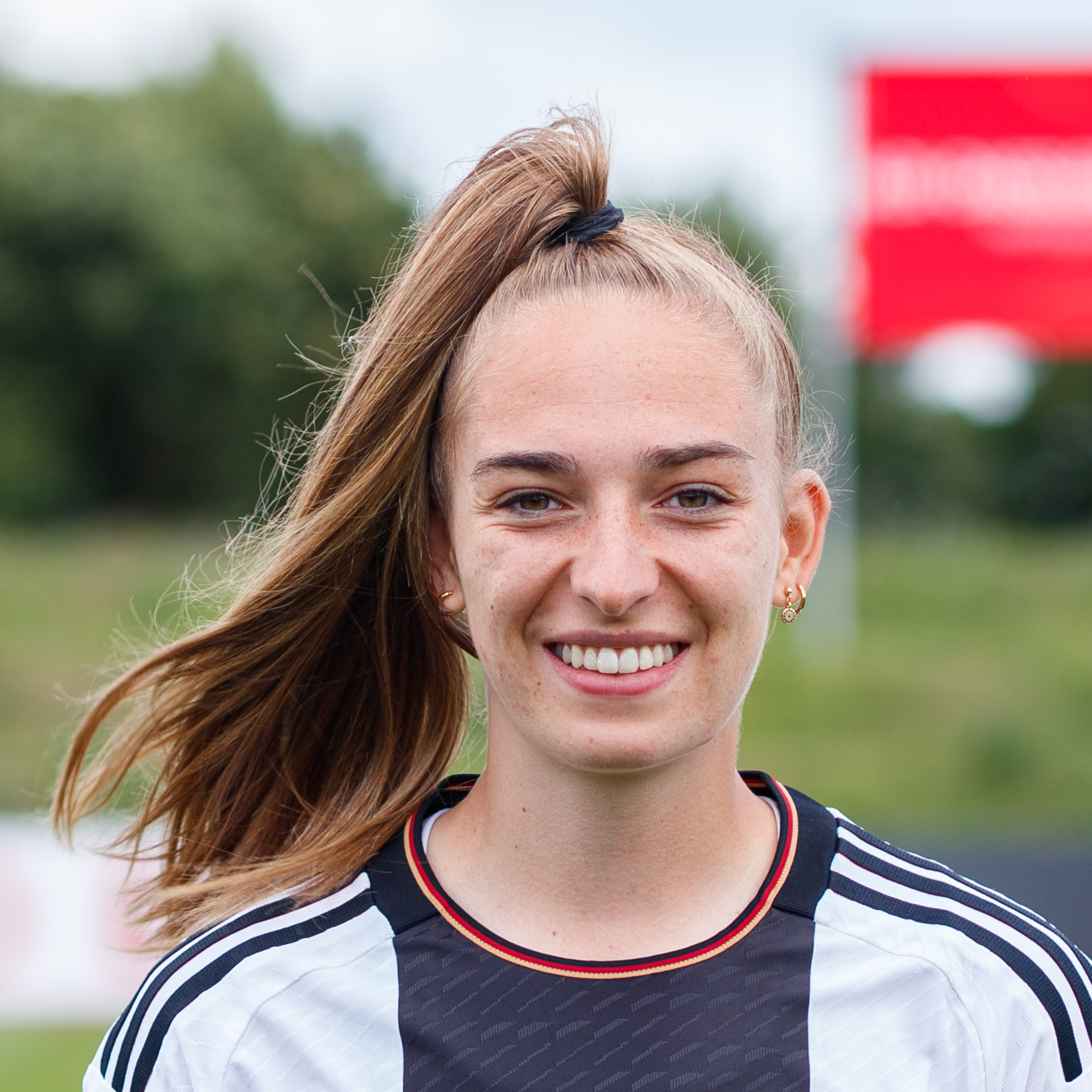
Sophia Kleinherne

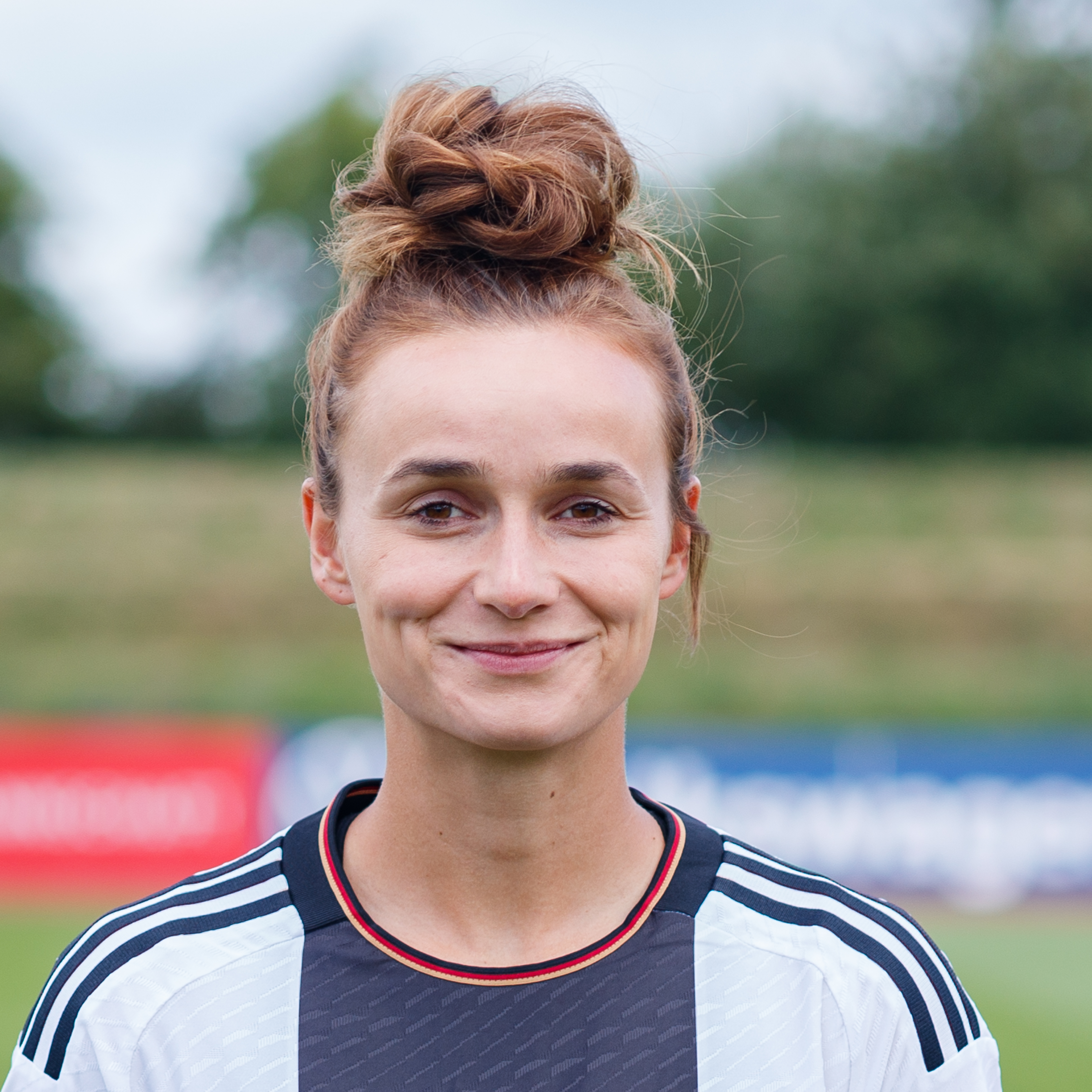
Lina Magull

- Anna Aehling, wurde Bundesligaspielerin
- Nina Ehegötz, wurde Bundesligaspielerin
- Gentiana Fetaj, wurde Bundesligaspielerin
- Josephine Giard, wurde Erstligaspielerin in Schottland
- Noreen Günnewig, wurde Bundesligaspielerin
- Hanna Hamdi, tunesische Nationalspielerin
- Annabel Jäger, wurde Bundesligaspielerin
- Frederike Kempe, wurde Bundesligaspielerin
- Sophia Kleinherne, wurde deutsche Nationalspielerin
- Nina Lange, wurde Bundesligaspielerin
- Lina Magull, wurde deutsche Nationalspielerin
- Geldona Morina, albanische Nationalspielerin
- Sjoeke Nüsken, wurde deutsche Nationalspielerin
- Magdalena Richter, wurde Bundesligaspielerin
- Kerstin Stegemann, ehemalige deutsche Nationalspielerin
- Maren Tellenbröker, ehemalige Bundesligaspielerin
- Isabelle Wolf, ehemalige Bundesligaspielerin

### Trainer
| Beginn          | Ende              | Trainer                  | Ereignisse                                                         |
| --------------- | ----------------- | ------------------------ | ------------------------------------------------------------------ |
| 1. Juli 2009    | 27. Januar 2010   | Heiko Bonan              |                                                                    |
| 27. Januar 2010 | 30. Juni 2010     | Christina Krüger         | Interimstrainerin                                                  |
| 1. Juli 2010    | 30. Juni 2013     | Markus Graskamp          | Aufstieg in die Bundesliga 2012, Abstieg in die 2. Bundesliga 2013 |
| 1. Juli 2013    | 30. Juni 2015     | Ralf LietzRalf Lietz     |                                                                    |
| 1. Juli 2015    | 30. Juni 2016     | Christian Franz-Pohlmann |                                                                    |
| 1. Juli 2016    | 14. März 2018     | Britta Hainke            |                                                                    |
| 15. März 2018   | 17. Mai 2018      | Markus Graskamp          |                                                                    |
| 18. Mai 2018    | 31. Dezember 2018 | Mark Oliver Stricker     |                                                                    |
| 1. Januar 2019  | 21. April 2022    | Steffen Enge             |                                                                    |
| 22. April 2022  | 30. Juni 2024     | Britta Hainke            |                                                                    |
| 1. Juli 2024    |                   | Daniel Fröhlich          | Abstieg in die Regionalliga 2025                                   |

## Statistik
Grün unterlegte Platzierungen kennzeichnen einen Aufstieg, rot unterlegte einen Abstieg.
| Saison  | Liga               | Platz | S  | U  | N  | Tore  | Punkte | DFB-Pokal     |
| ------- | ------------------ | ----- | -- | -- | -- | ----- | ------ | ------------- |
| 2009/10 | 2. Bundesliga Nord | 09.   | 07 | 04 | 11 | 31:43 | 25     | Viertelfinale |
| 2010/11 | 2. Bundesliga Nord | 08.   | 07 | 05 | 10 | 30:33 | 26     | Viertelfinale |
| 2011/12 | 2. Bundesliga Nord | 02.   | 16 | 04 | 02 | 79:15 | 52     | Viertelfinale |
| 2012/13 | Bundesliga         | 12.   | 02 | 01 | 19 | 19:69 | 07     | 2. Runde      |
| 2013/14 | 2. Bundesliga Nord | 05.   | 09 | 06 | 07 | 43:38 | 33     | 2. Runde      |
| 2014/15 | 2. Bundesliga Nord | 04.   | 13 | 04 | 05 | 56:28 | 43     | Viertelfinale |
| 2015/16 | 2. Bundesliga Nord | 03.   | 13 | 04 | 05 | 53:30 | 43     | 2. Runde      |
| 2016/17 | 2. Bundesliga Nord | 04.   | 13 | 01 | 08 | 53:44 | 40     | 2. Runde      |
| 2017/18 | 2. Bundesliga Nord | 06.   | 11 | 03 | 08 | 64:45 | 36     | 2. Runde      |
| 2018/19 | 2. Bundesliga      | 09.   | 09 | 06 | 11 | 37:42 | 33     | 2. Runde      |
| 2019/20 | 2. Bundesliga      | 09.   | 06 | 02 | 08 | 28:28 | 20     | Viertelfinale |
| 2020/21 | 2. Bundesliga Nord | 02.   | 10 | 03 | 03 | 37:18 | 33     | Achtelfinale  |
| 2021/22 | 2. Bundesliga      | 08.   | 09 | 05 | 12 | 45:46 | 32     | 2. Runde      |
| 2022/23 | 2. Bundesliga      | 03.   | 16 | 03 | 07 | 49:29 | 51     | 2. Runde      |
| 2023/24 | 2. Bundesliga      | 07.   | 12 | 06 | 08 | 46:39 | 42     | 2. Runde      |
| 2024/25 | 2. Bundesliga      | 14.   | 05 | 02 | 19 | 29:71 | 17     | 1. Runde      |